# King's Raid
King's Raid (Cuộc Đột Kích Của Nhà Vua) (Tiếng Hàn: 킹스레이드) là một game nhập vai di động miễn phí được phát hành bởi nhà phát triển game độc lập Vespa của Hàn Quốc và được phát hành bởi công ty GloHow của Thái Lan, trước khi Vespa tiếp quản quyền vào tháng 6 năm 2017. Nó được phát hành lần đầu tiên vào ngày 19 tháng 9 năm 2016 cho các hệ điều hành Android và iOS tại Thái Lan. Phiên bản toàn cầu bao gồm 3 máy chủ sau đó được phát hành vào ngày 16 tháng 2 năm 2017 và hỗ trợ tiếng Hàn và tiếng Anh. Trò chơi được mô tả là "bộ sưu tập nhân vật SRPG" cho phép người chơi tạo nhóm của họ với các nhân vật do họ tự chọn mà không cần hệ thống gacha, đấu trường PVP thời gian thực và nhiều loại trận chiến đột kích khác nhau. Nó tự hào có các trận chiến thời gian thực với đồ họa 3D tuyệt đẹp. Kể từ ngày 22 tháng 9 năm 2017, trò chơi cũng hỗ trợ các ngôn ngữ khác như tiếng Pháp, tiếng Đức, tiếng Bồ Đào Nha, tiếng Nga, tiếng Tây Ban Nha, tiếng Thái và tiếng Việt. Trò chơi cũng hỗ trợ lồng tiếng bằng tiếng Anh và tiếng Hàn. Máy chủ, giọng nói và ngôn ngữ Nhật Bản đã được thêm vào trò chơi vào ngày 23 tháng 3 năm 2018.
Trong trò chơi, người chơi theo dõi một câu chuyện về huấn luyện hiệp sĩ tên Kasel, người tìm cách khám phá bí ẩn đằng sau sự mất tích của anh trai mình. Trên đường đi, anh gặp người bạn thời thơ ấu Frey, pháp sư Cleo và vệ sĩ Roi của cô, và sau đó gặp những anh hùng có thể chơi khác.

## Hệ thống

### Anh Hùng
Có một số nhân vật có thể chơi được gọi là "anh hùng" mà người chơi có thể có được thông qua mua trong ứng dụng, vé anh hùng hoặc xây dựng tình bạn tại nhà trọ. Những anh hùng này được chia thành 7 lớp (hiệp sĩ, chiến binh, sát thủ, cung thủ, thợ máy, pháp sư và linh mục), hai loại tấn công (vật lý và phép thuật), và các lớp ban đầu có thể tăng lên. Người chơi có thể tập hợp một nhóm gồm 4 anh hùng có khả năng bao quát đường trước, đường giữa và/hoặc đường sau.
Danh sách các anh hùng hiện đang được phát hành, được sắp xếp theo thứ tự abc theo tên của các anh hùng.

#### Hiệp Sĩ
| Danh Hiệu                   | Tên     | Cấp  | Loại Tấn Công | Chức Vụ | Diễn viên Lồng Tiếng              |
| --------------------------- | ------- | ---- | ------------- | ------- | --------------------------------- |
| Hộ Vệ Mặt Trời              | Aselica | ★★★  | Phép Thuật    | Trước   | Akari Kitou (Tiếng Nhật)          |
| Hiệp Sĩ Tường Sắt           | Clause  | ★★   | Vật Lý        | Trước   | Jeong Jae-heon (Tiếng Hàn)        |
| Pháo Đài Thép               | Demia   | ★★   | Vật Lý        | Trước   |                                   |
| Bông Hoa Của Chiến Trường   | Jane    | ★★★  | Phép Thuật    | Trước   | Kim Ha-Young (Tiếng Hàn)          |
| Người Giữ Cổng Đáng Tin Cậy | Loman   | ★★★★ | Vật Lý        | Trước   | Shinnosuke Tachibana (Tiếng Nhật) |
| Ngọn Lửa Của Quỷ            | Morrah  | ★★   | Phép Thuật    | Trước   | Mariko Honda (Tiếng Nhật)         |
| Sự Kiêu Ngạo Của Obsidian   | Neraxis | ★★★  | Phép Thuật    | Trước   | Nobuhiko Okamoto (Tiếng Nhật)     |
| Vua Của Các Chú Lùn         | Phillop | ★★   | Vật Lý        | Trước   |                                   |
| Thẩm phán Của Lua           | Ricardo | ★★★  | Vật Lý        | Trước   |                                   |
| Vũ Bão Ánh Sáng Xanh        | Sonia   | ★★★  | Phép Thuật    | Trước   | Risa Kubota (Tiếng Nhật)          |

#### Chiến Binh
| Danh Hiệu                       | Tên       | Cấp  | Loại Tấn Công | Chức Vụ | Diễn viên Lồng Tiếng                                   |
| ------------------------------- | --------- | ---- | ------------- | ------- | ------------------------------------------------------ |
| Mẫu 0                           | Chase     | ★★★  | Vật Lý        | Giữa    | Takashi Onozuka (Tiếng Nhật)                           |
| Kẻ Thô Lỗ Của Vùng Đất Băng Giá | Gau       | ★★   | Vật Lý        | Trước   | Brad Curtin (Tiếng Anh) Tarusuke Shingaki (Tiếng Nhật) |
| Chiến Binh Của Kiếm Thánh       | Kasel     | ★    | Vật Lý        | Trước   | Kang Soo-jin (Tiếng Hàn) Kaito Ishikawa (Tiếng Nhật)   |
| Chiến Binh Của Gió              | Naila     | ★★★  | Vật Lý        | Trước   |                                                        |
| Quản Ngục Trưởng Tàn Nhẫn       | Nicky     | ★★★★ | Vật Lý        | Trước   |                                                        |
| Phụ Tá Thép                     | Priscilla | ★★★  | Vật Lý        | Trước   |                                                        |
| Niềm Tin Của Bách Ân            | Scarlet   | ★★★  | Vật Lý        | Trước   |                                                        |
| Bóng Tối Của Vực Thẳm           | Seria     | ★★★  | Phép Thuật    | Trước   | Ayaka Fukuhara (Tiếng Nhật)                            |
| Chiến Binh Trung Nghĩa          | Theo      | ★★★  | Phép Thuật    | Trước   | Shun Horie (Tiếng Nhật)                                |
| Kẻ Săn Mồi Ác Ma                | Viska     | ★★★  | Phép Thuật    | Trước   | Natsumi Takamori (Tiếng Nhật)                          |

#### Sát Thủ
| Danh Hiệu                     | Tên      | Cấp  | Loại Tấn Công | Chức Vụ | Diễn viên Lồng Tiếng                                |
| ----------------------------- | -------- | ---- | ------------- | ------- | --------------------------------------------------- |
| Ác Quỷ Quyến Rũ               | Epis     | ★★   | Phép Thuật    | Trước   | Samantha Daniel (Tiếng Anh) Yui Makino (Tiếng Nhật) |
| Cơn Khát Vô Tận               | Erze     | ★★★  | Vật Lý        | Giữa    | Yumi Hara (Tiếng Nhật)                              |
| Máu Nhiệm Chú                 | Ezekiel  | ★★★  | Phép Thuật    | Trước   |                                                     |
| Lưỡi Kiếm Rung Động           | Fluss    | ★★★  | Vật Lý        | Trước   |                                                     |
| Mãnh Thú Của Đấu Trường       | Gladi    | ★★★★ | Vật Lý        | Trước   | Takuma Terashima (Tiếng Nhật)                       |
| Vũ Công Ốc Đảo                | Laudia   | ★★★  | Phép Thuật    | Trước   | Seiko Yoshida (Tiếng Nhật)                          |
| Lưỡi Kiếm Yên Lặng            | Tanya    | ★★★  | Vật Lý        | Trước   | Manaka Iwami (Tiếng Nhật)                           |
| Người Phục Dịch Ánh Sáng Xanh | Mirianne | ★★★  | Phép Thuật    | Trước   | Kaori Maeda (Tiếng Nhật)                            |
| Đôi Mắt Nuốt Chửng Bóng Tối   | Nia      | ★★★  | Vật Lý        | Trước   |                                                     |
| Tia Sét                       | Reina    | ★★   | Vật Lý        | Trước   | Yūki Takada (Tiếng Nhật)                            |
| Sát Thủ Chớp Nhoáng           | Roi      | ★    | Vật Lý        | Trước   | Kim Yeong-seon (Tiếng Hàn)                          |

#### Cung Thủ
| Danh Hiệu             | Tên      | Cấp | Loại Tấn Công | Chức Vụ | Diễn viên Lồng Tiếng         |
| --------------------- | -------- | --- | ------------- | ------- | ---------------------------- |
| Mũi Tên Thanh Khiết   | Arch     | ★★★ | Phép Thuật    | Giữa    | Sim Kyuhyuk (Tiếng Hàn)      |
| Thợ Săn Bóng Tối      | Dimael   | ★★  | Phép Thuật    | Sau     | Kim Yeong-seon (Tiếng Hàn)   |
| Đứa Con Của Ánh Trăng | Luna     | ★★  | Phép Thuật    | Sau     | Tomoyo Kurosawa (Tiếng Nhật) |
| Thương Lái Độc Dược   | Requina  | ★★★ | Vật Lý        | Giữa    | Miyu Tomita (Tiếng Nhật)     |
| Mũi Tên Xé Gió        | Selene   | ★★  | Vật Lý        | Giữa    | Juri Nagatsuma (Tiếng Nhật)  |
| Thánh Thể Lời Nguyền  | Shamilla | ★★★ | Phép Thuật    | Giữa    | Mai Nakahara (Tiếng Nhật)    |
| Sát Thủ Rồng          | Yanne    | ★★★ | Vật Lý        | Giữa    | Masayo Fujita (Tiếng Nhật)   |
| Hoàng Tử Bão Cát      | Zafir    | ★★★ | Vật Lý        | Giữa    |                              |

#### Thợ Máy
| Danh Hiệu                         | Tên     | Cấp | Loại Tấn Công | Chức Vụ | Diễn viên Lồng Tiếng                                                                |
| --------------------------------- | ------- | --- | ------------- | ------- | ----------------------------------------------------------------------------------- |
| Nhà Phát Minh Cung Điện Hoàng Gia | Annette | ★★★ | Phép Thuật    | Giữa    | Miku Itou (Tiếng Nhật)                                                              |
| Thiết Huyết Phán Quan             | Chrisha | ★★★ | Phép Thuật    | Giữa    |                                                                                     |
| Đạn Trừng Phạt                    | Crow    | ★★★ | Vật Lý        | Giữa    |                                                                                     |
| Hiện Thân Pháp Nghệ Cổ            | Kara    | ★★★ | Phép Thuật    | Giữa    | Nozomi Yamamoto (Tiếng Nhật)                                                        |
| Kẻ Đi Săn Bằng Súng Thần Công     | Lakrak  | ★★  | Vật Lý        | Giữa    |                                                                                     |
| Nữ hoàng Hải Tặc Bị Nguyền Rủa    | Miruru  | ★★  | Vật Lý        | Giữa    | Yang Jeong Hwa (Tiếng Hàn) Melanie Buckley (Tiếng Anh) Hiromi Igarashi (Tiếng Nhật) |
| Sói Bạc Chiến Trường              | Mitra   | ★★★ | Vật Lý        | Giữa    | Junji Majima (Tiếng Nhật)                                                           |
| Nhà Ảo Thuật Đồng Hồ Bất Tử       | Oddy    | ★★★ | Phép Thuật    | Giữa    |                                                                                     |
| Tay Bắn Tỉa Của Bão Tuyết         | Rodina  | ★★★ | Vật Lý        | Giữa    |                                                                                     |

#### Phù Thủy
| Danh Hiệu                   | Tên      | Cấp  | Loại Tấn Công | Chức Vụ | Diễn viên Lồng Tiếng                                                       |
| --------------------------- | -------- | ---- | ------------- | ------- | -------------------------------------------------------------------------- |
| Công Chúa Violet            | Aisha    | ★★★  | Phép Thuật    | Giữa    | Chiwa Saitō (Tiếng Nhật)                                                   |
| Nữ hoàng Ánh Sáng           | Artemia  | ★★★  | Phép Thuật    | Sau     | Yūki Kuwahara (Tiếng Nhật)                                                 |
| Nữ Phù Thủy Chuộc Tội       | Cleo     | ★    | Phép Thuật    | Giữa    | Yeo Min-jeong (Tiếng Hàn) Kelly Frances (Tiếng Anh) Ari Ozawa (Tiếng Nhật) |
| Dòng Máu Cao Quý Ánh Đỏ     | Lewisia  | ★★★  | Phép Thuật    | Giữa    | Shizuka Ishigami (Tiếng Nhật)                                              |
| Con Gái Bão Tố Và Đại Dương | Lilia    | ★★★  | Phép Thuật    | Sau     |                                                                            |
| Đại Học Giả Của Elidora     | Lorraine | ★★   | Phép Thuật    | Giữa    |                                                                            |
| Phù Thủy Sa Ngã             | Maria    | ★★★  | Phép Thuật    | Giữa    |                                                                            |
| Lưỡi Dao Không Gian         | Nyx      | ★★★  | Vật Lý        | Sau     | Atsushi Imaruoka (Tiếng Nhật)                                              |
| Kim Chỉ Nam Vận Mệnh        | Ophelia  | ★★★  | Phép Thuật    | Giữa    |                                                                            |
| Phù Thủy Rồng Băng          | Pavel    | ★★★  | Phép Thuật    | Giữa    |                                                                            |
| Con Mắt Minh Mẫn            | Veronica | ★★★★ | Phép Thuật    | Sau     |                                                                            |

#### Linh mục
| Danh Hiệu                     | Tên       | Cấp  | Loại Tấn Công | Chức Vụ | Diễn viên Lồng Tiếng                                     |
| ----------------------------- | --------- | ---- | ------------- | ------- | -------------------------------------------------------- |
| Băng Nhóm Linh Thiêng         | Baudouin  | ★★★  | Phép Thuật    | Giữa    |                                                          |
| Cơn Gió Đầy Mê Hoặc           | Cassandra | ★★★  | Phép Thuật    | Sau     | Reina Ueda (Tiếng Nhật)                                  |
| Nữ Linh mục Của Ánh Sáng      | Frey      | ★    | Phép Thuật    | Sau     | Yang Jeong-hwa (Tiếng Hàn) Ai Kakuma (Tiếng Nhật)        |
| Bếp Trưởng Anh Hùng           | Juno      | ★★★★ | Vật Lý        | Giữa    |                                                          |
| Pháp Sư Của Sét               | Kaulah    | ★★   | Phép Thuật    | Sau     | Miles Meili (Tiếng Anh)                                  |
| Nữ Linh mục Của Nước          | Laias     | ★★★  | Phép Thuật    | Sau     | Yang Jeong-hwa (Tiếng Hàn) Kanako Takatsuki (Tiếng Nhật) |
| Ký Giả Ngoại Đạo              | Leo       | ★★★  | Phép Thuật    | Sau     |                                                          |
| Thánh Thần Ban Phúc           | Lucias    | ★★★  | Vật Lý        | Giữa    | Atsushi Tamaru (Tiếng Nhật)                              |
| Thiếu Nữ Với Giấc Mơ Làm Giàu | May       | ★★★★ | Phép Thuật    | Giữa    | Moe Toyota (Tiếng Nhật)                                  |
| Y Sĩ Đáng Ngờ                 | Mediana   | ★★★  | Vật Lý        | Sau     |                                                          |
| Hướng dẫn Linh Hồn            | Rephy     | ★★★  | Phép Thuật    | Sau     |                                                          |
| Giai Điệu Kì Diệu             | Shea      | ★★★  | Phép Thuật    | Sau     | Marika Kouno (Tiếng Nhật)                                |